# Occapes distinctor
Occapes distinctor là một loài tò vò trong họ Ichneumonidae.